# Androsace chamaejasme

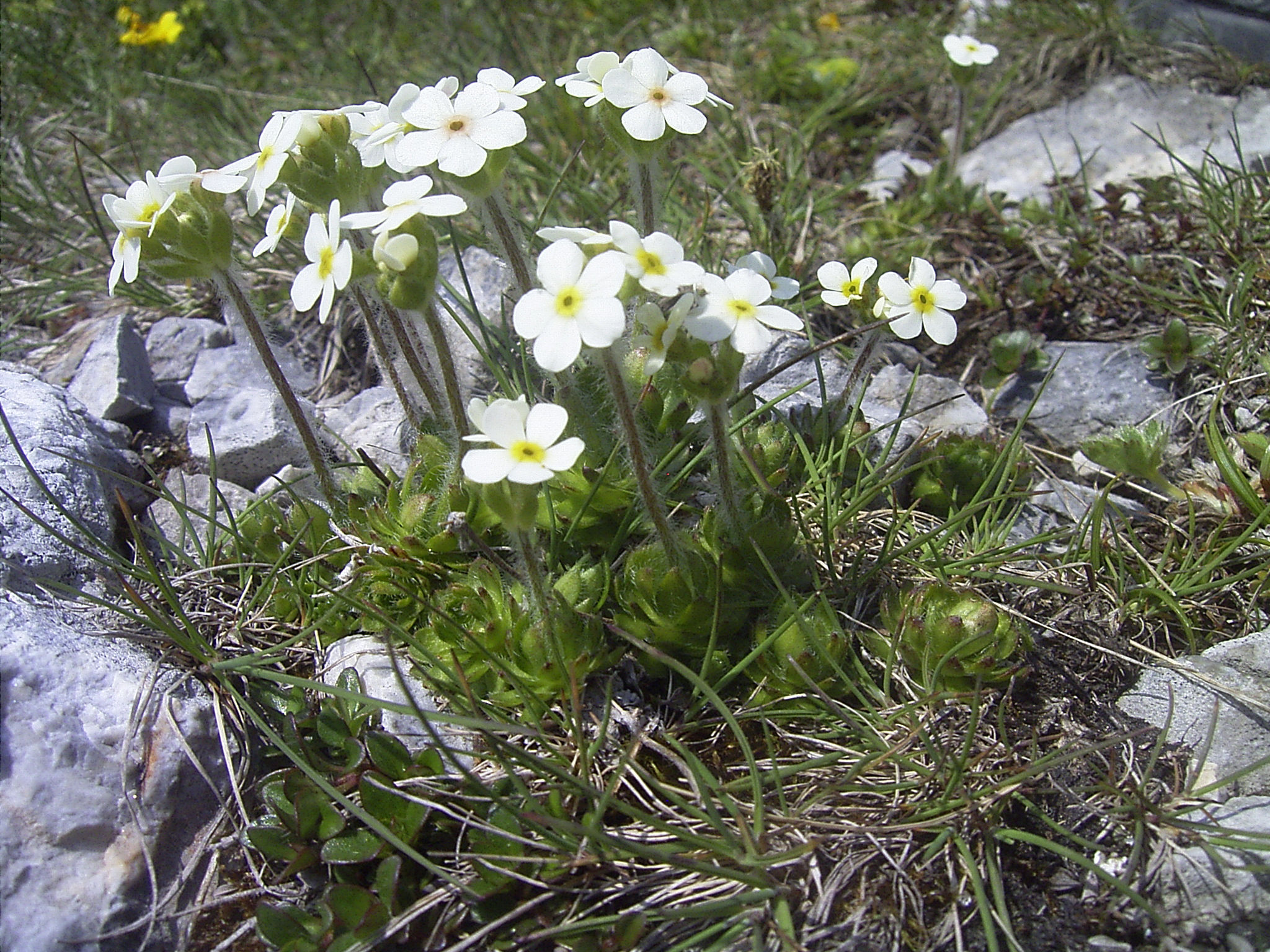
Androsace chamaejasme

Lăptișorul, laptele-stâncii sau primulița (Androsace chamaejasme - Wulfen.) este o plantă din familia Primulaceae. Este foarte asemănătoare cu Androsace villosa.